# یان یوستن فان لودنشتاین

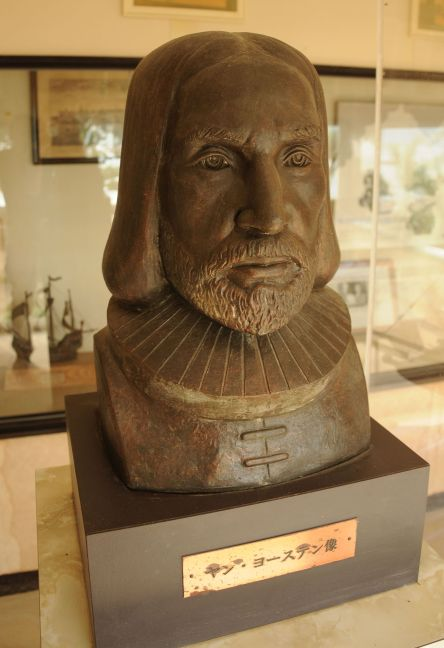
نمایی از سردیس یان یوستن فان لودنستین در موزه کوروشیما، ژاپن - ۲۰۱۵

یان یوستن فان لودنشتاین (به هلندی: Jan Joosten van Lodensteyn یا Lodensteijn)‏ (۱۵۵۶–۱۶۲۳) از اهالی شهر دلفت در هلند بود. او از اولین هلندی‌هایی بود که با کشتی لیفده در سال ۱۶۰۰ به ژاپن رسیدند. برخی از همراهان او در این کشتی، ملخیور فان سانتفورت و ویلیام آدامز بودند.